# Gobierno y política de Brunéi
El Gobierno de Brunéi es una monarquía absolutista; la misma familia ha estado gobernando la región durante cerca de seis siglos. Muda Hassanal Bolkiah es el actual sultán de Brunéi desde 1967, cuando su padre abdicó a favor suyo. La independencia de facto se produjo en enero de 1984. Pero el 23 de febrero, es tomado como la fiesta nacional, ya que fue cuando se liberó de la protección británica.

## Poder ejecutivo
El monarca, que gobierna de manera absoluta desde la independencia, ha impedido todo intento de introducir reformas democráticas. Gobierna con un consejo de ministros de poder limitado. El sultán Sir Muda Hassanal Bolkiak es a su vez el jefe de Estado y de gobierno. Hay un consejo religioso nombrado por el sultán que aconseja en temas religiosos. Hay otros consejos también designados directamente por el rey, que le aconseja sobre la reforma de la constitución y sobre su sucesión.

## Poder legislativo
Tiene una constitución desde el 29 de septiembre de 1959, aunque varias provisiones están suspendidas desde el estado de emergencia de diciembre de 1962 y otras desde el 1 de enero de 1984, el día de la independencia. Una cámara legislativa se reunió por primera vez el 25 de septiembre de 2004 con 21 miembros nombrados por el sultán. Aprobaron unas enmiendas constitucionales para formar un parlamento de 45 miembros con 15 miembros elegidos. El 1 de septiembre de 2005 disolvió el consejo y volvió a formar uno nuevo con 29 miembros el 2 de septiembre de 2005. Normalmente, el rey legisla por decreto.

## Poder judicial
La justicia está basada en la ley islámica, la Sharia y el derecho anglosajón. La ley islámica en principio se aplica a los musulmanes y en algunas zonas está por encima de la ley civil. El órgano superior de justicia es la corte suprema, con el presidente del tribunal y sus jueces nombrados por el sultán por un periodo de tres años.

## Gobierno local
El país está dividido por cuatro distritos llamados daerah, tres al oeste y una al este.

## Partidos políticos y participación en organizaciones internacionales
Los partidos políticos son pequeños y sin ningún papel en la política del país, ya que es uno de los pocos países que no celebra ningún tipo de elecciones. Entre las organizaciones internacionales a las que pertenece, además de las de la ONU, pertenece a la ASEAN.